# (6279) 1977 UO5
1977 يو أو 5 (ويعرف أيضًا باسم (6279) 1977 يو أو 5 وفق تسمية الكوكب الصغير) (بالإنجليزية: 1977 UO5)‏ هو كويكب ضمن حزام الكويكبات؛ وترتيبه 6279 من حيث الاكتشاف.
اكتُشف هذا الجُرم الفلكي بواسطة K. L. Faul ‏ في 18 أكتوبر 1977.

## وصلات خارجية
- (6279) 1977 UO5 في قاعدة بيانات مختبر الدفع النفاث لأجرام النظام الشمسي الصغيرة

- الاكتشاف · مخطط المدار ·  العناصر المدارية · المعلمات المادية

- (6279) 1977 UO5 على موقع ويكي سكاي: DSS2, SDSS, GALEX, IRAS, Hydrogen α, X-Ray, Astrophoto, Sky Map, Articles and images